# Liplje (gmina Ljig)
Liplje (cyr. Липље) – wieś w Serbii, w okręgu kolubarskim, w gminie Ljig. W 2011 roku liczyła 308 mieszkańców.